# مارتن غريلي
مارتن غريلي هو سياسي أمريكي، ولد في 16 مارس 1814، وتوفي في 4 سبتمبر 1899. انتخب عضو مجلس نواب مينيسوتا ‏.